# Аджавон, Мати
Мати Аджавон (англ. Matee Ajavon; род. 7 мая 1986 года в Монровии, Либерия) — американская профессиональная баскетболистка либерийского происхождения, выступала в женской национальной баскетбольной ассоциации (ВНБА). Она была выбрана на драфте ВНБА 2008 года в первом раунде под общим пятым номером клубом «Хьюстон Кометс». Играла на позиции разыгрывающего защитника.

## Ранние годы
Мати родилась 7 мая 1986 года в городе Монровия, столице Либерии, в семье Сэмюэла Аджавона и Пейшнс Уилсон, у неё есть брат, Шон, и две сестры, Самма и Карди Джо. В детстве она иммигрировала вместе со своей семьёй в США, в город Ньюарк (штат Нью-Джерси), там посещала среднюю школу имени Малкольма Икс Шабазза, в которой играла за местную баскетбольную команду.